# Jinko Solar
JinkoSolar Holding Co., Ltd. (NYSE: JKS) é o maior fabricante mundial de painéis solares, montando 11,4 GW de módulos em 2018. Sediada em Xangai, China, a empresa começou como fabricante de semicondutores em 2006 e abriu o capital na Bolsa de Valores de Nova York em 2010.
A JinkoSolar distribui seus produtos solares e vende para concessionárias, clientes comerciais e residenciais na China, Estados Unidos, Japão, Alemanha, Reino Unido, Chile, África do Sul, Índia, México, Brasil, Emirados Árabes Unidos, Itália, Espanha, França, Bélgica e outros países e regiões. A JinkoSolar construiu uma cadeia de valor do produto solar verticalmente integrada, com uma capacidade anual integrada de 9 GW para lingotes e wafers de silício, 5 GW para células solares e 9 GW para módulos solares, em 30 de junho de 2018.
A JinkoSolar tem mais de 13.500 funcionários em suas 6 instalações de produção em todo o mundo, com 15 subsidiárias no exterior no Japão, Coreia do Sul, Singapura, Índia, Turquia, Alemanha, Itália, Suíça, Estados Unidos, Canadá, México, Brasil, Chile, Austrália e Emirados Árabes Unidos, e equipes de vendas globais no Reino Unido, Bulgária, Grécia, Romênia, Jordânia, Arábia Saudita, Egito, Marrocos, Gana, Quênia, África do Sul, Costa Rica, Colômbia, Panamá e Argentina.
A JinkoSolar é membro da ' Silicon Module Super League ' (SMSL), um grupo dos maiores fornecedores de módulos c-Si na indústria de energia solar fotovoltaica hoje. Os outros quatro membros originais do grupo são Canadian Solar, Hanwha Q CELLS, JA Solar e Trina Solar.
A Jinko contêm hoje cerca de 12% do mercado e vem fechando parceria com empresas brasileiras para tentar aumentar sua fatia no Brasil.

## Produtos
A Jinko Solar oferece módulos fotovoltaicos policristalinos e monocristalinos. No início de 2016, a empresa lançou os módulos Eagle Black e Eagle Dual. O módulo Eagle Black é um módulo gravado em nanoescala que possui alta taxa de absorção de luz de 99,7 por cento, produção aprimorada quando a luz atinge um ângulo durante o amanhecer e anoitecer e supera os painéis padrão em dias nublados. O Eagle Dual é um módulo de vidro duplo que apresenta baixas taxas de degradação e vem com garantia de 30 anos. A empresa também oferece módulos de balança de 1.500 volts.

## Tecnologia
A Jinko Solar opera um dos maiores centros de P&D da indústria e instalações de teste de módulo com certificação UL com mais de 250 cientistas e especialistas em energia solar.
Agora, Jinko Solar detém o recorde mundial de eficiência de célula P-type Poly PERC e Mono PERC em 22,04%  e 23,95%  respectivamente. A JinkoSolar também anunciou que a versão 60P de sua potência de pico do módulo PV tipo P quebrou o recorde mundial novamente com a potência excedendo 370w e a potência de pico do módulo PV tipo N atingindo 378,6w.